# Кусра
Кусра (араб. قُصرة) — палестинське село на півночі Західного берега річки Йордан. Входить до складу провінції Наблус. Розташоване за 28 кілометрів на південний схід від міста Наблус. За даними Палестинського центрального статистичного бюро, у 2017 році в Кусрі проживало 5418 жителів. Межує з Мадждал Бані Фаділ і Дума на сході, Джуріш на півночі, Талфіт на заході та Джалуд на півдні.
За даними ARIJ, Ізраїль конфіскував землю в двох палестинських селах Джалуд і Кусра для будівництва двох незаконних ізраїльських аванпостів Ахія і Еш Кодеш.